# Andalucía (equip ciclista)

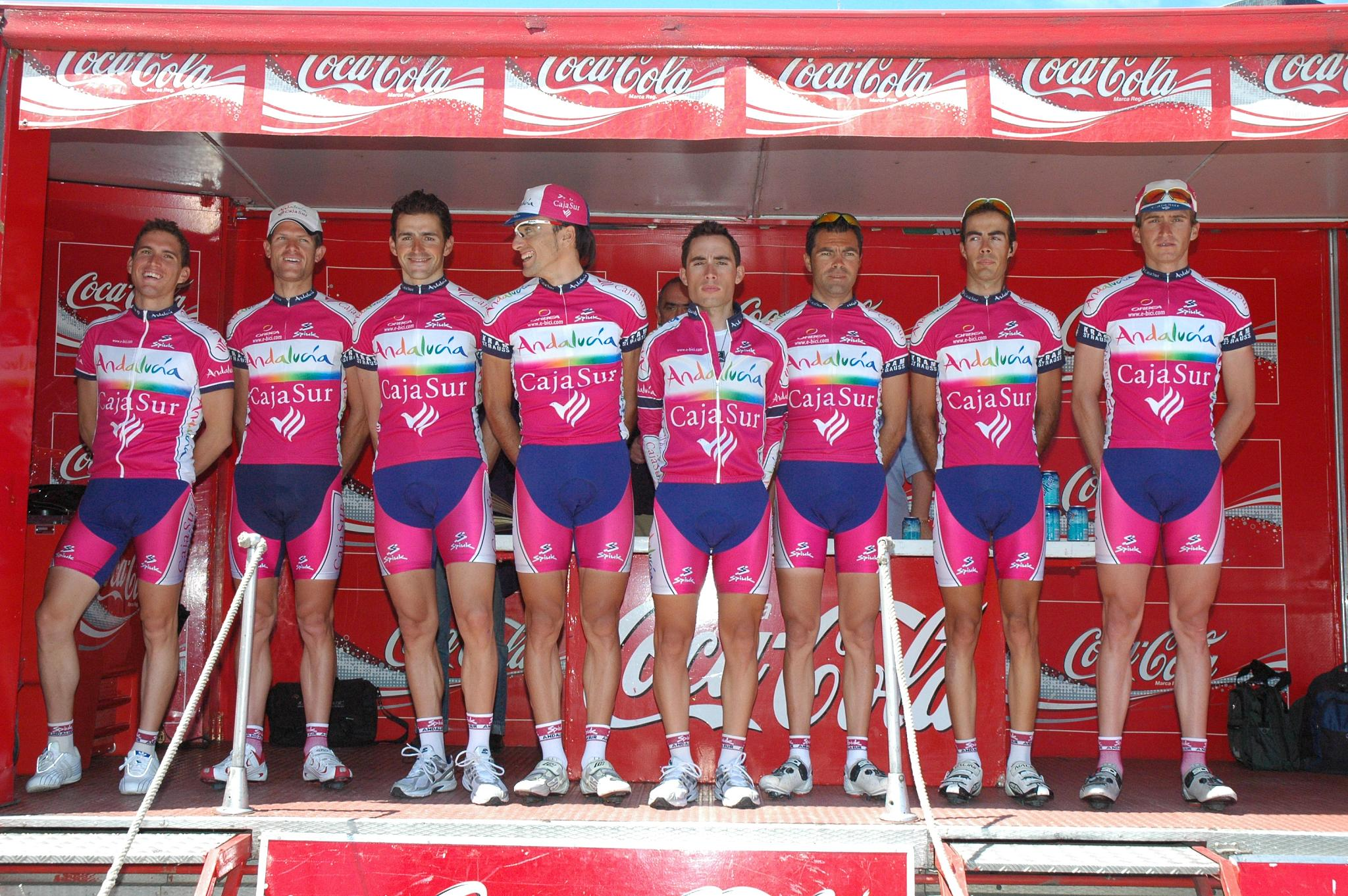
Equip Andalucía a la Euskal Bizikleta de 2008

L' Andalucía (codi UCI: ACG) va ser un equip ciclista professional espanyol que competí entre el 2005 i principis de 2013. L'equip era considerat un equip continental i a partir de 2006 va assolir la categoria d'equip professional continental, per la qual cosa participava en les curses dels Circuits Continentals, principalment l'UCI Europa Tour, però també en les curses de categoria Mundial a les quals era convidat.
Els seus patrocinadors principals van ser la Junta d'Andalusia (amb el nom d'Andalucía), i depenent de l'any Paul Versan, CajaSur i Caja Granada, respectivament.
L'equip va desaparèixer al febrer de 2013

## Palmarès

### Principals triomfs
- 2006
  - 2 etapes a la Volta a Catalunya (Luis Pérez Romero), Adolfo García Quesada
- 2007
  - Una etapa a la Volta a Espanya (Luis Pérez Rodríguez)
  - Volta a l'Alentejo i 1 etapa (Manuel Vázquez Hueso)
  - Clàssica d'Alcobendas (Luis Pérez Rodríguez)
- 2008
  - 1 etapa a la Volta a Catalunya (José Luis Carrasco)
- 2009
  - 1 etapa al Tour de San Luis (Xavier Tondo)
  - 1 etapa a la Volta a Andalusia (Xavier Tondo)

### Grans Voltes
- Volta a Espanya
  - 6 participacions (2007, 2008, 2009, 2010, 2011, 2012
  - 1 victòria d'etapa
    - 1 el 2007: Luis Pérez Rodríguez

## Classificacions UCI

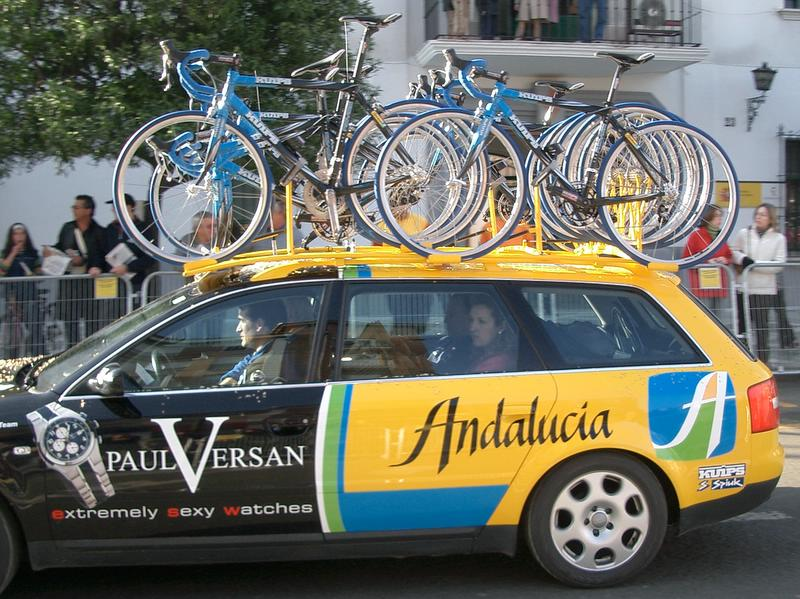
Vehicle de l'equip al 2006

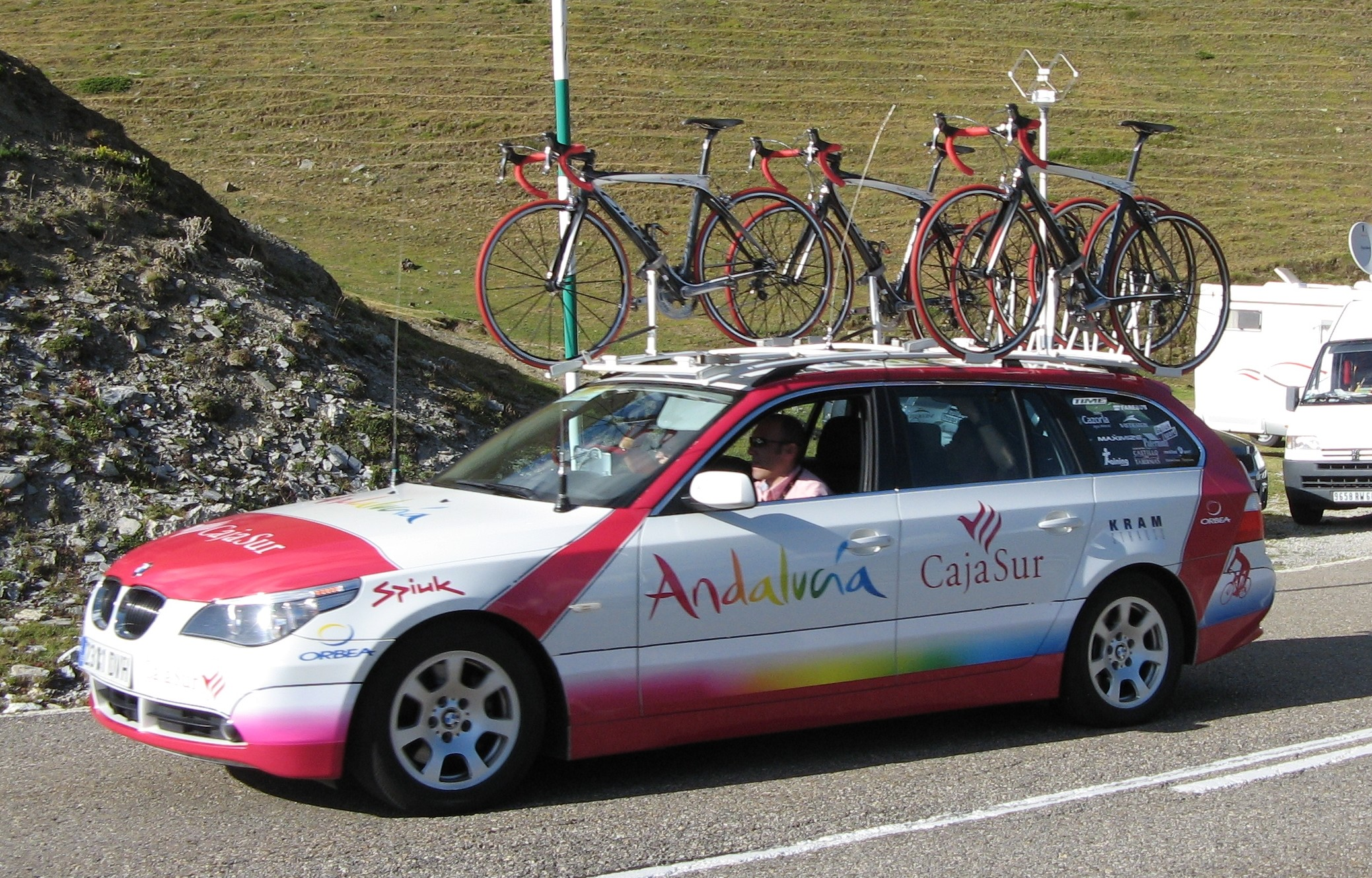
Vehicle de l'equip al 2008

L'equip participa en les proves dels circuits continentals, en particular de l'UCI Europa Tour.
UCI Amèrica Tour
| Temporada | Classificació per equips | Millor ciclista en la classificació individual |
| --------- | ------------------------ | ---------------------------------------------- |
| 2007      | 18è                      | Luis Pérez Romero (41è)                        |
| 2009      | 28è                      | Xavier Tondo (151è)                            |
| 2011      | 25è                      | Antonio Piedra (132è)                          |
| 2012      | 31è                      | Juan José Lobato (169è)                        |

UCI Àsia Tour
| Temporada | Classificació per equips | Millor ciclista en la classificació individual |
| --------- | ------------------------ | ---------------------------------------------- |
| 2011      | 31è                      | Pablo Lechuga (141è)                           |
| 2012      | 16è                      | Javier Ramírez Abeja (23è)                     |

UCI Europa Tour
| Temporada | Classificació per equips | Millor ciclista en la classificació individual |
| --------- | ------------------------ | ---------------------------------------------- |
| 2005      | 31è                      | Carlos Castaño (29è)                           |
| 2006      | 39è                      | Adolfo García Quesada (66è)                    |
| 2007      | 44è                      | Manuel Vázquez Hueso (99è)                     |
| 2008      | 58è                      | Francisco Ventoso (117è)                       |
| 2009      | 24è                      | Xavier Tondo (14è)                             |
| 2010      | 30è                      | Ángel Vicioso (26è)                            |
| 2011      | 62è                      | Juan José Lobato (123è)                        |
| 2012      | 75è                      | Adrián Palomares (244è)                        |

El 2009 la classificació del ProTour és substituïda pel Calendari mundial UCI que integra equips ProTour i equips continentals professionals
| Temporada | Classificació per equips | Millor ciclista en la classificació individual |
| --------- | ------------------------ | ---------------------------------------------- |
| 2009      | 29è                      | Xavier Tondo (123è)                            |
| 2010      | 32è                      | Javier Moreno Bazán (251è)                     |